# Mark Barron
Pour les articles homonymes, voir Barron.
(en) Statistiques sur pro-football-reference
Mark Barron (né le 27 octobre 1989 à Mobile en Alabama) est un joueur américain de football américain évoluant au poste de linebacker. Il joue actuellement avec les Broncos de Denver dans la National Football League (NFL).
Ayant d'abord commencé sa carrière comme safety, il déplacé à la position de linebacker durant son passage avec les Rams de Saint-Louis.

## Biographie

### Jeunesse
Barron étudie à la St. Paul's Episcopal School de 2004 à 2007. Il joue dans l'équipe de football américain où il joue à divers postes comme running back, wide receiver et linebacker. Lors du match de championnat de l'Alabama division Class 5A, il est nommé MVP. Lors de sa dernière année, il parcourt 1 094 yards à la course en 122 courses et inscrit 15 touchdowns. Scout.com le classe cinq étoiles et le considère comme linebacker. Quant à Rivals.com, il le classe cinquième meilleur joueur de l'Alabama et 55e meilleur joueur du pays.
Parallèlement au football américain, il participe à des compétitions d'athlétisme, s'illustrant en saut en longueur.

### Carrière universitaire
Il choisit d'intégrer l'université de l'Alabama en 2008 et apparaît pour la première fois en NCAA lors du coup d'envoi contre les Tigers de Clemson. Pour sa première saison, il joue 14 matchs avec les Crimson Tide et fait 18 plaquages ainsi qu'un sack. La saison suivante, il devient titulaire au poste de safety et réalise 74 plaquages.
Avant le début de la saison 2010, il est un des prétendants au Jim Thorpe Award et fait 77 plaquages et 3 interceptions lors de cette saison. Il fait une saison 2011 impressionnante, étant nommé dans l'équipe All-American de la saison 2011 et remporte un deuxième titre de champion national universitaire après celui de 2009.

### Carrière professionnelle
Mark Barron est sélectionné au premier tour de la draft 2012 de la NFL par les Buccaneers de Tampa Bay, au 7e rang.
Il est désigné titulaire au poste de strong safety lors du début de la saison 2012 et commence tous les matchs de la saison, réalisant 88 plaquages, 10 passes déviées, une interception en plus de forcer un fumble. Bien qu'il ait joué dans la pire défense contre la passe de la ligue, il est sélectionné dans l'équipe-type des débutants de la ligue par la Pro Football Writers Association à l'issue de la saison.
Il est transféré aux Rams de Saint-Louis le 28 octobre 2014 contre des sélections de quatrième et sixième tours de la draft de 2015. Durant la saison 2015, il passe à la position de linebacker et termine la saison comme meilleur plaqueur de son équipe avec 116 plaquages. En mars 2016, il prolonge son contrat avec les Rams pour 5 ans et un montant de 45 millions de dollars.
Il est libéré par les Rams le 5 mars 2019. Il rejoint par la suite les Steelers de Pittsburgh sur une entente de deux ans, mais est coupé après une saison avec l'équipe.
Il signe avec les Broncos de Denver lors de la saison 2020.

## Palmarès
- Équipe des freshman de la conférence SEC : 2008
- Équipe de la conférence SEC : 2009, 2010 et 2011
- Troisième équipe All-American selon l' Associated Press : 2009
- Equipe All-American : 2011
- Vainqueur du BCS National Championship Game : 2009 et 2011